# Sylvie Fennec
Sylvie Fennec, née Sylvie Fassio le 19 mai 1946 dans le 17e arrondissement de Paris, est une actrice française.

## Biographie
D'abord covergirl, elle débute au cinéma en 1968 dans le film Adélaïde avec Jean Sorel et Ingrid Thulin.
Pendant près de dix ans, de 1974 à 1980 et de 1983 à 1985, Sylvie Fennec a été le visage de la marque Monsavon. Après sa carrière d'actrice, elle s'est lancée dans le travail de décoratrice de cinéma.
Elle a été l'épouse de Jean-Daniel Simon et la mère de Dimitri, né en 1971. Depuis 2004, elle est mariée au comédien François Marthouret.

## Filmographie

### Cinéma
- 1968 : Adélaïde de Jean-Daniel Simon : Adélaïde
- 1969 : Le Spécialiste (Gli specialisti) de Sergio Corbucci : Sheba
- 1970 : Le Bal du comte d'Orgel de Marc Allégret : la comtesse Mahé d'Orgel
- 1970 : Midi Minuit de Pierre Philippe : Hélène
- 1970 : Ils de Jean-Daniel Simon
- 1973 : Pas de violence entre nous (Quem é beta?) de Nelson Pereira dos Santos : Beta
- 1972 : À la guerre comme à la guerre de Bernard Borderie : Claire
- 1974 : Il pleut toujours où c'est mouillé de Jean-Daniel Simon : Claire
- 1977 : Goodbye Emmanuelle de François Leterrier : Clara
- 1988 : En toute innocence d'Alain Jessua : Geneviève
- 1988 : Le Maître de musique de Gérard Corbiau : Estelle Fischer
- 1990 : Ils vont tous bien ! (Stanno tutti bene) de Giuseppe Tornatore
- 1992 : Sale temps pour un voyou d'Amor Hakkar

### Télévision
- 1971 : La Brigade des maléfices (série télévisée), épisode 1 Les Disparus de Rambouillet de Claude Guillemot : Rosalinde, une fée
- 1975 : Christophe Colomb (téléfilm) de Pierre Cavassilas : la vierge
- 1976 : Le Cœur au ventre (mini-série) de Robert Mazoyer : Catherine Morand
- 1978 : Don Juan (téléfilm) d'Arcady : Elvire
- 1979 : Mon ami Gaylord (mini-série) de Pierre Goutas : Marie
- 1981 : Mon meilleur Noël (série télévisée), épisode 2 Papa, Maman, Noël : Sophie
- 1982 : L'Adieu aux enfants (téléfilm) d'Alain Bloch : Franciszka
- 1982 : Saint Louis ou la royauté bienfaisante (téléfilm) de Jean-Claude Lubtchansky : La Reine Marguerite
- 1982 : Le Cercle fermé (téléfilm) de Philippe Ducrest : Diane
- 1982 : La Déchirure (téléfilm) de Franck Appréderis : Judith
- 1982 : Image interdite (téléfilm) de Jean-Daniel Simon : Ella Scott
- 1985 : Visa pour nulle part (téléfilm) d'Alain Bloch : Anna
- 1985 : Résister ou les captives d'Aigues-Mortes (téléfilm) de Bernard Kurt
- 1985 : Châteauvallon (série télévisée) : Thérèse Berg
- 1987 : Je tue à la campagne (téléfilm) de Josée Dayan : Hélène
- 1988 : Le Chevalier de Pardaillan (série télévisée) : Alice de Lux
- 1990 : Cinéma 16 (série télévisée), épisode La Maison dans la dune de Michel Mees : Germaine
- 1992 : Ferbac (série télévisée), épisode Bains de jouvence de Marc Rivière : Françoise
- 1992 : Le Lyonnais (série télévisée), épisode Bains de jouvence de Marc Rivière : Irène
- 1994 : Le Cascadeur (série télévisée), 2 épisodes : Madeleine
- 1997 : Le Prix de l'espoir (téléfilm) de Josée Yanne : Nathalie
- 1998 : Une clinique au soleil (Titre d'abord envisagé : La Passion du docteur Bergh) (téléfilm) de Josée Dayan